# 토이보 로우콜라
토이보 아르네 로우콜라(핀란드어: Toivo Aarne Loukola, 1902년 10월 2일 ~ 1984년 1월 10일)는 핀란드의 육상 선수로 1928년 암스테르담 올림픽 3000m 장애물경주 금메달리스트이다.
코르테샤르비에서 태어나 올림픽이 열리기 1달 전에 장애물경주의 비공식적 세계신기록 9분 25.2초의 기록을 세웠다.
암스테르담에서 로우콜라는 10,000m 7위를 하고나서 장애물경주의 예선을 쉽게 이겼다. 결승전에서 주요 우승 후보들은 그와 파보 누르미, 빌레 리톨라였다.
리톨라가 곧 포기하였어도 핀란드의 선수들은 아직도 첫 셋의 순서로 달리고 있었다. 2000m가 지나고 누르미가 장애물에서 위기에 처해있을 때 로우콜라는 공격을 가하여 30m 공간을 나머지 필드에 향상시켰다. 세계신기록 9분 21.8초를 세우면서 누르미를 거의 10초 차이로 꺾고 우승하였다.
81세의 나이로 헬싱키에서 사망하였다.